# Fany Pfumo
António Mariva Mpfumo (Lourenço Marques, 18 d'octubre de 1928 - Maputo, 3 de novembre de 1987), més conegut popularment com a Fany Pfumo, fou un músic moçambiquès, considerat el "rei" de la marrabenta.
Pfumo va començar a cantar als 7 anys, i en 1947, amb 18 anys, va marxar de Lourenço Marques, actual Maputo, amb destí a Sud-àfrica, on mercè del seu talent es va guanyar la simpatia i la projecció al món de la música.
L'estil de la marca registrada de Pfumo es caracteritza per la barreja dels ritmes marrabenta amb elements de jazz, així com amb influències de la música sud-africana kwela.A Joanesburgo, Pfumo va tenir l'oportunitat de gravar amb HMV, i assolí fama internacional amb cançons com Loko ni kumbuka Jorgina ("Quan Jo recordava Jorgina"), que continua sent una de les cançons´més conegudes del marrabenta i pop moçambiquès. Va tocar en una sèrie de bandes durant els anys 1950 i 1960, però també gravà alguns singles sol.

## Discografia parcial

### Singles
Singles do Pfumo incluem:
- Lesni Wene Unga Xonga
- Famba Ha Hombe
- A Basati Ba Lunau

### Compilacions
- Nyoxanine